# 直列六缸发动机

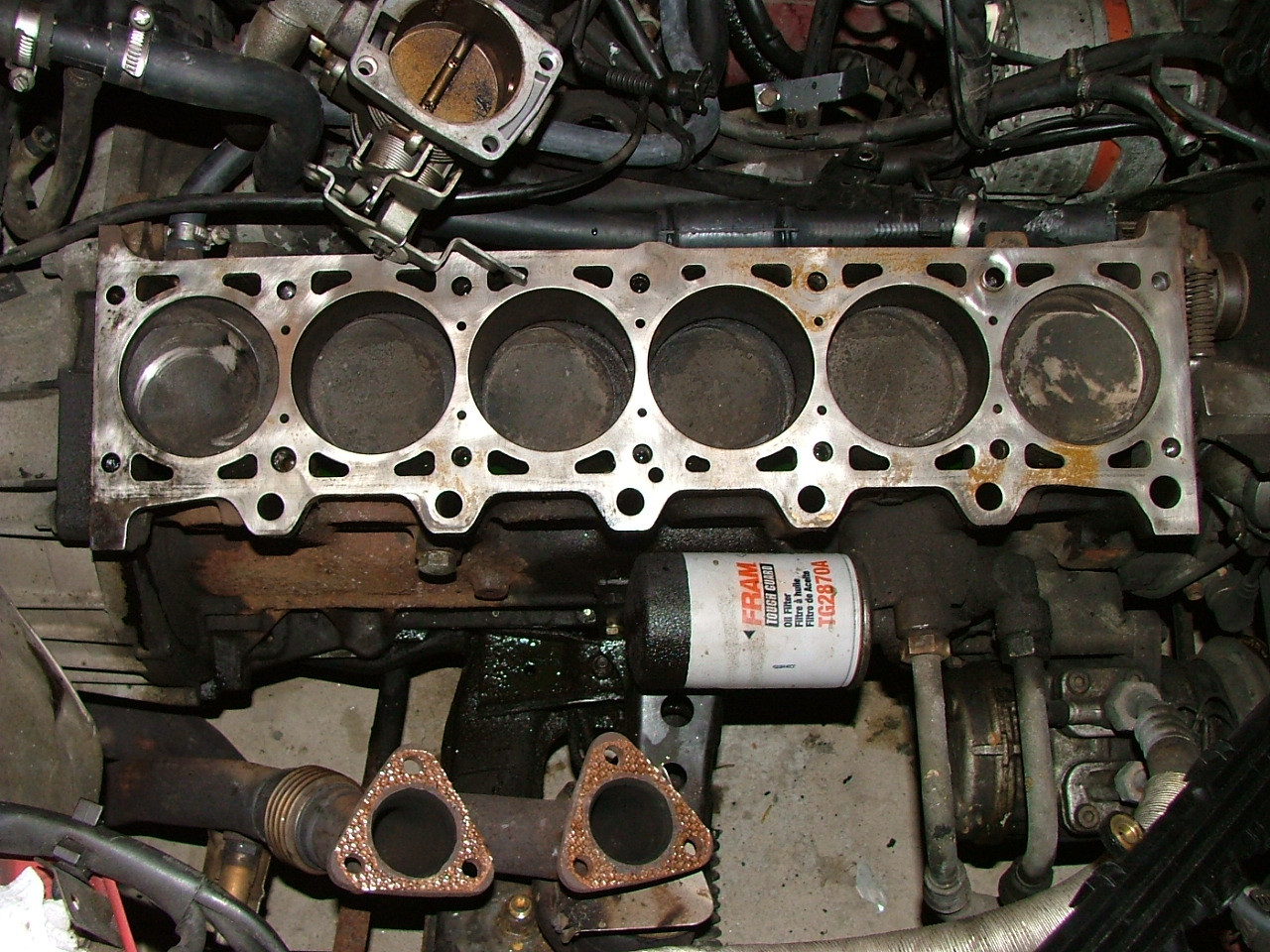
宝马M20直列六缸发动机

直列六缸发动机（英語：Straight-six engine），簡稱直六、I6或L6，是指擁有6個氣缸，且一字排開的引擎結構。世爵汽車於1903年成為第一間生產直列六缸引擎的車廠，至1909年全世界已經有80間車廠使用這設計。直列六缸引擎只有單一曲軸，設計上出力较为平衡，但引擎較長，在V6发动机普及後已經被大多數的車廠放棄使用。2000年代，BMW和沃尔沃汽车是少數仍然生產直列六缸发动机的車廠，前者配置於其高性能的前置後驅房車，後者配置於入門級的前置前驅房車。不過，中重型商用車輛的柴油引擎則以直列六缸為主流，因其引擎擺放方式跟乘用車有分別。2017年，梅赛德斯-奔驰再度生產應用於乘用車的直列六缸发动机，廠方表示，因為EQ Boost系統集合啟動馬達與發電機，並安裝在引擎與變速箱之間，省去傳統直列六缸引擎前端所需的皮帶傳動裝置，大幅縮減引擎長度，讓這款新直列六缸渦輪引擎，維持過往運轉平順優勢且還更節能。2020年，馬自達開始研發直列六缸发动机，並率先應用於CX-60之上。

## 排氣量範圍
汽車裝備的直列六缸引擎排氣量多在2至5升之間（120至310立方英吋）。雖然也有更小排量的直六引擎，但直六帶來的平順性無法抵銷設計生產的高成本以致極為罕見。因為六個汽缸一字排開，直六引擎的長度要長於同等級直四，V4，V6或V8引擎。量產的小型的直六引擎為義大利貝內利（Benelli）生產的“Sei”型摩托車，排氣量僅748cc（45.63立方英吋），而本田汽車和麥克·海伍德（Mike Hailwood）公司更於1960年代生產過裝備250cc（15立方英吋）的直列六缸，24氣門的摩托車。
二次世界大戰以前的汽車引擎和現今相比排氣量普遍比較巨大。那個時期大型直六引擎如勞斯萊斯銀鬼上裝備的7.4L引擎。有一些裝備在1910年代Peerless，Pierce-Arrow和Fageol豪華車上的引擎更是達到了13.5L（824l立方英吋）之巨。不過其動力輸出完全無法和現今引擎相比。戰後排氣量較大的直六引擎有美國汽車公司（AMC）生產的一系列排氣量4.2L和4.6L引擎，用於美國汽車公司AMC系列和Jaguar汽車。其他的還有TVR“Speed Six”上那台4.0L引擎，福特“Barra” 4.0L引擎，雪佛蘭“250”和“Vortec4200”引擎，4.3L克萊斯勒“直六Hemi”引擎，豐田陸地巡洋艦使用的HT和1HZ 4.2L引擎，豐田Supra使用的2jz 3.0L引擎，尼桑TB引擎（4.5-4.8L），以及哈德遜汽車上那台H-145 5.0L引擎。截至2024年，在產最大排氣量直六引擎為康明斯生產的QSK23工業用柴油引擎，其排氣量達23L。

## 平衡性

直列六缸引擎的氣缸運行示意圖

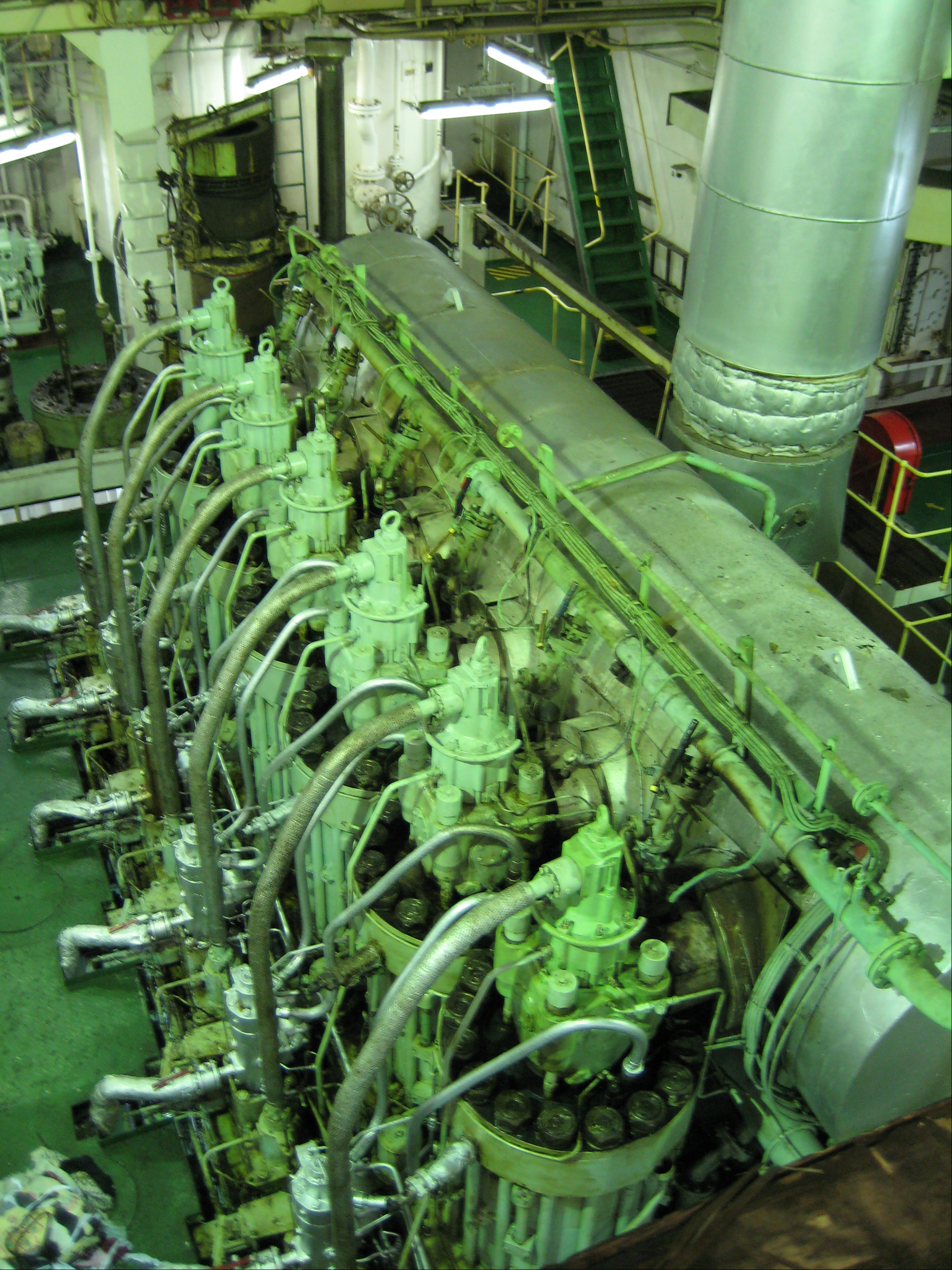
一台 MAN製造的6S60MC直列六缸低速 柴油引擎。該引擎用在七萬噸 散货船上，單台能輸出9,014.8千瓦功率和703,130磅·英尺的扭矩（轉速90.3 rpm）

引擎的震動可以細分為上下方向的“初級震動”和水平方向的“次級振動”。直列六缸引擎有著天生的良好平衡性，其引擎自身運動規律即可抵銷“初級振動”和“次級振動”，不需要平衡軸的參與。引擎的氣缸分成前後完全鏡像對稱的兩組，氣缸1和6，2和5，3和4同上同下並且各自力臂相等，故能有效的對銷“初級震動”。
次級振動則是由於引擎“橫切面”（從飛輪方向觀察引擎）連桿給予曲軸水平方向不均勻受力造成的。相比直列四缸引擎，直六引擎每一組三缸的連桿角度互為120度，能保證每一組在曲軸轉過360度的週期內有一個缸點火。故能有效的消除“次級振動”。雖然在小型引擎中，次級振動帶來的影響很小，但是在大型引擎裡則不可忽視。在相同設計下，直列六缸引擎的平順性要顯著強於直列四缸引擎和V6引擎。後兩者必須小心的“平衡軸”以減輕振動。機械加工精度誤差使得帶平衡軸的直列四缸和六缸引擎在高轉速和高排氣量下的振動急遽增加，難以和天生平衡的直列六缸相媲美。因此儘管直列六缸引擎在曲軸長度，引擎總長，生產成本上有劣勢，但仍然得以廣泛運用於追求舒適度的大型豪華轎車，追求馬力輸出的運動性車輛或跑車，以及大排氣量的卡車及工業引擎。

## 參閲
- 內燃機
- 直列四缸引擎
- V型引擎
- V6引擎
- V8引擎

## 文獻
- 直列六缸柴油机的曲轴轴系扭振分析 （页面存档备份，存于）
- BMW announces K1600 GT and K1600 GTL six-cylinder tourers （页面存档备份，存于）
- The Jeep 4.0 liter PowerTech Straight-Six Engine （页面存档备份，存于）
- The Best Inline Six Engines Of All Time （页面存档备份，存于）